# Cambarus elkensis
Cambarus elkensis är en kräftdjursart som beskrevs av Jezerinac och Stocker 1993. Cambarus elkensis ingår i släktet Cambarus och familjen Cambaridae. IUCN kategoriserar arten globalt som sårbar. Inga underarter finns listade i Catalogue of Life.